# Nicholas Kaiser
 (décembre 2019).
Pour les articles homonymes, voir Kaiser.
Nicholas Kaiser, né le 15 septembre 1954 à Knutsford et mort le 13 juin 2023 à Paris,, est un cosmologiste britannique.
Il est notamment le premier à calculer la polarisation du fond diffus cosmologique, et il introduit un formalisme permettant de décrire la déformation de l'espace des décalages vers le rouge.
En juin 2019, il est co-récipiendaire du prix Peter-Gruber de cosmologie avec Joseph Silk pour leurs contributions déterminantes à la compréhension de la formation des structures cosmologiques et à la création de méthodes d’étude de la matière noire.
Il est professeur à l'École normale supérieure.